# Nationaal park Zakynthos
Het  Nationaal Park Zakynthos (Grieks:Εθνικό Θαλάσσιο Πάρκο Ζακύνθου, Ethnikó Thalássio Párko Zakúnthou) is een nationaal (zee)park in Griekenland op het eiland Zakynthos, meer bepaald in de Laganasbaai op de zuidkust van het eiland. Het 135 km2 grote park werd opgericht in 1999 ter bescherming van de zeeschildpad. In het park liggen over een afstand van vijf kilometer zes stranden (Gerakas, Daphni, Sekania, Kalamaki, Laganas en Marathonissi) waar de onechte karetschildpad nestelt. In het park komen jaarlijks zo'n 900 tot 2000 schildpadnesten voor, wat gelijkstaat met 90 % van het totale aantal nesten rond de Middellandse Zee.  Het park omvat naast deze ecologisch waardevolle kuststrook ook wetlands rond het Keri-meer en de twee kleine Strofades-eilanden, die vijftig zeemijl ten zuiden van Zakynthos liggen.
In het park komen duinen voor waar de strandnarcis bloeit, riffen en ook onderzeese velden met Posidonia oceanica. Naast de onechte karetschildpad komt ook de bedreigde monniksrob er voor.